# Calliteara juncta
Calliteara juncta är en fjärilsart som beskrevs av Barend J. Lempke 1959. Calliteara juncta ingår i släktet harfotsspinnare, och familjen tofsspinnare. Inga underarter finns listade i Catalogue of Life.